# حوزه سخن
حوزه سخن مجموعه دلخواهی است که به ازای هر عضو آن تابع گزاره‌ای در منطق یک گزاره ایجاد می‌نماید.